# Pterobryopsis hoehnelii
Pterobryopsis hoehnelii là một loài Rêu trong họ Pterobryaceae. Loài này được (Müll. Hal.) Magill miêu tả khoa học đầu tiên năm 1998.